# Posebna upravna regija
Posebna upravna regija ili specijalna administrativna regija je upravna podjedinica u nekim državama, a obično se odnosi na NR Kinu.

## Kina
Posebna upravna regija u NR Kini (pojednostavljeni kineski: 特别行政区; tradicionalni kineski: 特別行政區; pinyin: tèbié xíngzhèngqū; kantonski IPA: /tɐk6piːt6 hɐŋ4tsɪŋ3kʰɵy1/; Jyutping: dak6bit6 hang4zing3keoi1; engleski: Special administrative region; portugalski: Região administrativa especial) je upravna podjedinica s posebnim statusom. Trenutno u Kini postoje dvije ovakve jedinice, to su Hong Kong (od 1997.) i Makao (od 1999.), a na čelu regije i vlade svake ove podjedinice nalazi se upravitelj. Svaka ova jedinica ima visoku autonomiju, odvojen politički sustav i kapitalističko gospodarstvo, po načelu jedna država, dva sustava. Također se pod njihovom upravom nalaze i pravni i monetarni sustav. Ove upravne podjedinice nemaju jedino kontrolu nad diplomatskim odnosima i obranom.
Sličan status ovom ponuđen je Tajvanu (Republika Kina), ako prihvati suverenitet NR Kine. Za razliku od Hong Konga i Makaa, Tajvanu je ponuđeno zadržavanje vlastitih vojnih snaga.

## Sjeverna Koreja
- Industrijska regija Kaesŏng (Kaesŏng Kongŏp Chigu; 개성 공업 지구; 開城工業地區)
- Turistička regija Kŭmgangsan (Kŭmgangsan Kwan'gwang Chigu; 금강산 관광 지구; 金剛山觀光地區)
- Posebna upravna regija Sinŭiju (Sinŭiju T'ŭkbyŏl Haengjeonggu; 신의주 특별 행정구; 新義州特別行政區) (osnovana 2002. godine)

## Indonezija
- Aceh, Posebna regija Nanggröe Aceh Darussalam (Posebna upravna regija Aceh)
- Istočni Timor  (prije predložen status, a danas nezavisna država)
- Papua (prije predložen status, trenutno pokrajina)

## Filipini
- Upravna regija Cordillera (ilokano: Rehion Administrativo ti Cordillera; engleski: Cordillera Administrative Region (CAR)